# Vuottas
Vuottas (även Vuoddas) är en by i sydligaste delen av Gällivare kommun i Lappland.
Ortens förste nybyggare var Nils Nilsson Vuotas, som erhölls beviljning till uppförandet den 9 mars 1830. Vid folkräkningen 1890 hade orten 24 invånare. I juni 2016 fanns det enligt Ratsit en person över 16 år registrerad med Vuottas som adress.
Vuottas ligger cirka en mil söder om norra Polcirkeln, inom Gällivare socken, strax norr om sjön Vuottasjaure (192 m ö.h.). Strax öster om byn flyter Livasälven och Solälven ihop. Cirka två kilometer uppströms efter Livasälven finns Lombergsfallet där filmen Jägarna 2 spelades in. Lappmarksgränsen går cirka en kilometer söder om Vuottas, vilket gör orten till en gränsby mot Norrbotten och Gunnarsbyns församling i Bodens kommun.
Länsväg BD 813 genomkorsar orten och Länsväg BD 763 går från Vuottas mot sydost och strax väster om byn, från Vuottasheden, går länsväg BD 715 mot nordväst på Solälvens västra sida.

## Ortnamnet
Namnet Vuottas betyder på samiska "Sandplatsen". 